# Чигирин, Виктор Никитович
Виктор Никитович Чигирин (25 мая 1931, Москва, СССР — 10 мая 2004, Москва, Россия) — советский спортсмен (хоккей с мячом), заслуженный мастер спорта. Выступал за ЦСКА. Мастер спорта СССР (1954).

## Биография
Родился и вырос в Москве. Окончил школу № 429 Воспитанник спортивного клуба «Крылья Советов» (Москва). В 1950 году был призван в армию, выступал за команду по хоккею с мячом Таманской дивизии. С 1953 года — в ЦДСА. В 1954 — 1956 также выступал за команду клуба по хоккею на траве, двукратный победитель Всесоюзных соревнования (аналог чемпионата СССР).

## Достижения
- чемпион СССР - 1954, 1955, 1957
- серебряный призёр чемпионата СССР - 1956, 1958, 1960
- бронзовый призёр чемпионата СССР - 1959
- чемпион мира [3][4]
- заслуженный мастер спорта СССР - 1957
- включён в список 22 лучших игроков сезона - 1954, 1955, 1956, 1957, 1958